# Тимчасовий уряд (Північний Китай)
Тимчасовий уряд Китайської Республіки (кит.: 中華民國臨時政府; піньїнь: Zhōnghuá Mínguó Línshí Zhèngfǔ, яп. Chūka Minkoku Rinji Seifu) — китайська маріонеткова держава Японської імперії що існувала від 1937 до 1940 роки під час Другої китайсько-японської війни.

## Історія
Номінально контролював території провінцій Хебей, Шаньдун, Шаньсі, Хенань і Цзянсу. Офіційно його створення було проголошено в Пекіні 14 грудня 1937 року, очолив його Ван Кемінь, який в уряді гоміньданівської Китайської Республіки був міністром фінансів.
1 лютого 1938 року Тимчасовий уряд поглинув Антикомуністичний автономний уряд Східного Цзі, що контролював східну частину провінції Хебей. 30 березня 1940 року Тимчасовий уряд злився з Реформованим урядом Китайської Республіки, в результаті чого утворився прояпонський режим Ван Цзінвея — маріонетковий уряд Китайської республіки]] .